# Carlos Diernhammer
Carlos Diernhammer (* 31. Juli 1931 in Buenos Aires; † 31. Mai 2000 in Holzkirchen (Oberbayern)) war ein deutscher Jazz- und Unterhaltungsmusiker (Piano, Orchesterleiter), der auch arrangierte und Filmmusik komponierte. Er war auch unter Pseudonym als Sid Sidney, Peter Covent, Pedro Gonzalez und Charlie Steinmann tätig.

## Leben und Wirken
Diernhammer stammt aus einer musikalischen Familie (sein Vater war der Komponist Hans Diernhammer (1899–1952)). Er studierte am Trapp’schen Konservatorium der Musik München. Von 1951 bis 1957 wirkte er als Pianist in der Jazzcombo von Freddie Brocksieper; zwischen 1957 und 1961 war er der Pianist des Orchesters von Max Greger, für das er auch arrangierte und an dessen Plattenaufnahmen er beteiligt war. Dann arbeitete er als Studiomusiker in München, begleitete Hanne Wieder und andere Chansonsänger und komponierte Unterhaltungsmusik, aber auch für Film (Die Todesstrahlen des Dr. Mabuse, Kopfstand, Madam!) und Fernsehen. Unter dem Pseudonym Peter Covent spielte er mehrere Alben für Philips ein; als Pedro Gonzales gründete er ein eigenes Tanzorchester, das sich auf lateinamerikanische Tänze spezialisierte.

## Diskographische Hinweise
- Attila Zoller / Wolfgang Dauner / Ronnie Ross Night Bounce (1962–1964)[2]

## Filmografie
- 1964: Die Todesstrahlen des Dr. Mabuse

## Lexikalische Einträge
- Jürgen Wölfer: Jazz in Deutschland. Das Lexikon. Alle Musiker und Plattenfirmen von 1920 bis heute. Hannibal, Höfen 2008, ISBN 978-3-85445-274-4.